# Banmujer
La banque nationale vénézuélienne de développement des femmes (en espagnol : Banco Nacional de la Mujer ou Banmujer), a été créée au Venezuela en 2001 pour remédier aux désavantages politiques, économiques et sociaux auxquels sont confrontées les femmes. La banque offre des services financiers et non financiers aux femmes. La première présidente en était Nora Castañeda (es).

## Services offerts

### Services financiers
La banque fournit des petits prêts (en moyenne 1000 dollars) à faible taux d'intérêt, connus sous le nom de micro-crédit, à des femmes pour la création d'entreprises. Les prêts ne sont pas accordés à des individus, mais plutôt à des groupes de cinq à dix femmes. De cette manière, la banque est idéologiquement alignée avec le président Hugo Chávez, en promouvant la solidarité communautaire sur l'individualisme, qui est associé au capitalisme. Entre 2001 et 2005, la banque propose 51 000 prêts. La banque propose également des conseils financiers aux femmes.

### Services non financiers
La Banque de développement des femmes propose également un certain nombre de services non financiers. La banque offre une formation administrative aux femmes entrepreneurs en herbe, ainsi que des ateliers sur le développement personnel, l'estime de soi, la planification familiale et la santé. Les ateliers encouragent le dialogue au sein de la communauté et stimulent une plus grande implication des femmes dans la politique.
La Banque se distingue des autres banques en ce qu'elle n'a pas de succursales ; il s'agit plutôt d'un réseau de sympathisantes qui visitent 149 zones pauvres et surpeuplées chaque semaine et offrent les services de la banque aux femmes qui autrement n'auraient pas accès aux services bancaires. Les membres de la banque font également des visites à domicile.
La Banque tente de promouvoir l'autosuffisance, en minimisant les exigences pour recevoir un prêt. La banque propose des orientations pour encourager la réussite des projets féminins, mais ne dicte pas la manière dont leurs entreprises doivent être gérées. Cela représente un défi pour de nombreuses femmes marginalisées, qui peuvent être analphabètes. Dans les cas où les femmes sont analphabètes ou ont des difficultés à superviser une entreprise, une femme membre de la famille ou une amie supervisera le projet jusqu'à ce que la femme soit alphabétisée. La Banque dirige également des femmes vers Mission Robinson, une campagne d'alphabétisation lancée par le gouvernement de Chávez .

## Histoire
La banque est fondée en 2001 à la suite de l'élection de Hugo Chávez. Dans la période 2006-2012, elle fait face à des changements d'équipe et des baisses de ressources.

## Évaluation
En 2017, des chercheuses mexicaines évaluent le programme à l'aide d'entretiens avec les bénéficiaires et montrent que le programme participe à une forme d'empowerment, mais de manière nuancée, notamment car toutes les femmes n'ont pas reçu de formation et que celle-ci n'est pas toujours adaptée. Toutes les femmes ne peuvent atteindre leurs objectifs.
Les résultats du programme, considéré comme sans précédent dans le pays, ont été affectés par l'instabilité du Vénézuela et de son gouvernement.

## Équivalents
La banque a des équivalents au Pakistan (First Women Bank) mais aussi en Tanzanie (Tanzania's Women Bank) ou encore au Kenya (Women Microfinance Bank)

## Voir également
- Révolution bolivarienne